# Valvasone Arzene
Valvasone Arzene (friülà Voleson Darzin) és un municipi italià, dins de la província de Pordenone. L'any 2015 tenia 3.988 habitants.
Es va crear l'1 de gener de 2015 amb la fusió dels antics municipis de Valvasone i Arzene.